# Jelena Kairatowna Tairowa
Jelena Kairatowna Tairowa (russisch Елена Кайратовна Таирова, englische Transkription, die von der FIDE verwendet wird: Elena Tairova; * 28. August 1991 in Minsk; † 16. März 2010 in Moskau) war eine russische Schachspielerin.

## Leben
Tairowa wurde 2005 zur Internationalen Meisterin der Frauen (WIM) ernannt, 2006 zur Großmeisterin der Frauen (WGM) und 2007 zum Internationalen Meister (IM). Die WIM-Normen erfüllte sie im November 2003 bei der Meisterschaft der Oblast Rjasan in Rjasan sowie bei einem IM-Turnier im August 2004 in Serpuchow, die WGM-Normen bei zwei 2005 ausgetragenen IM-Turnieren in Minsk und Wladimir. Die WGM-Norm aus Minsk galt gleichzeitig als IM-Norm, weitere IM-Normen erfüllte Tairowa beim World Youth Stars 2006 in Kirischi, bei einem GM-Turnier in Moskau und bei der russischen Frauenmeisterschaft in Gorodez. Sie gewann 2007 den geteilten ersten Platz im Russischen Superfinale der Frauen, wobei sie unter anderem Nadeschda Kossinzewa besiegte. Tairowa war Jugendeuropameisterin der Altersklasse U10 weiblich 2001 und Jugendweltmeisterin der Altersklasse U14 weiblich 2005. 
Tairowa litt an einem Bronchialkarzinom, das zuerst 2008 auftrat. Nach einer zwischenzeitlichen Besserung fühlte sie sich ab Ende 2009 wieder so krank, dass sie nicht mehr an Schachturnieren teilnehmen konnte.
Ihre letzte FIDE-Wertung von 2455 Elo-Punkten zeigte sie als aufstrebendes Talent, dessen möglicher Zenit vom frühen Tod verhindert wurde: sie hatte sich bis November 2009 zur siebtbesten Jugendspielerin der Welt und auf Platz 38 der Frauenweltrangliste hochgearbeitet. 
Am 16. März 2010 verstarb sie 18-jährig an dem Karzinom.

## Nationalmannschaft
Für Russland spielte Tairowa bei den Wettkämpfen Russland gegen China 2006 und 2007 an den Frauenbrettern und erreichte bei der Mannschaftsweltmeisterschaft der Frauen 2007 den zweiten Platz.

## Vereine
In der russischen Mannschaftsmeisterschaft der Frauen spielte Tairowa 2007 für AWS Krasnoturjinsk und 2008 für Spartak Widnoje, in der chinesischen Mannschaftsmeisterschaft 2009 für Bank of Qingdao.